# Barisia imbricata
Barisia imbricata là một loài thằn lằn trong họ Anguidae. Loài này được Wiegmann mô tả khoa học đầu tiên năm 1828.